# Seljord
Seljord je obec v kraji Telemark v jižním Norsku. Administrativním centrem obce je stejnojmenná vesnice. Farnost s tehdejším názvem Siljord byla ustanovena jako obec k 1. lednu 1838 v rámci norské administrativní reformy. Obec má rozlohu 715 km² a žije zde přibližně 2 900 obyvatel. Městem prochází evropská silnice E134.
Seljord je hojně navštěvován turisty, které zde láká každoročně konaný trh Dyrsku'n, který původně začínal jako trh dobytčí, později se na něj však začali sjíždět i lidé z okolí a dnes se na něm dá pořídit zejména horské oblečení, outdoorové vybavení, ručně dělané suvenýry a také potraviny. V blízkosti obce se také nachází jezero Seljordsvatnet, které je známé údajnou přítomností mořské příšery Selmy. Nad Seljordem se tyčí pohoří Lifjell.
Nejstarší pamětihodností v obci je románský kostel z 12. století. V kostele se nachází oltář z roku 1588 a křtitelnice ze 17. století. Celá stavba byla v roce 1972 restaurována. Chrám je zbudován celý z kamenů a jedná se tak o jednu z norských středověkých rarit.
Znak Seljordu pochází z moderní doby, obec jej získala 15. září 1989. Znak zobrazuje mořskou příšeru jménem Selma ve zlaté barvě na červeném pozadí.

## Galerie

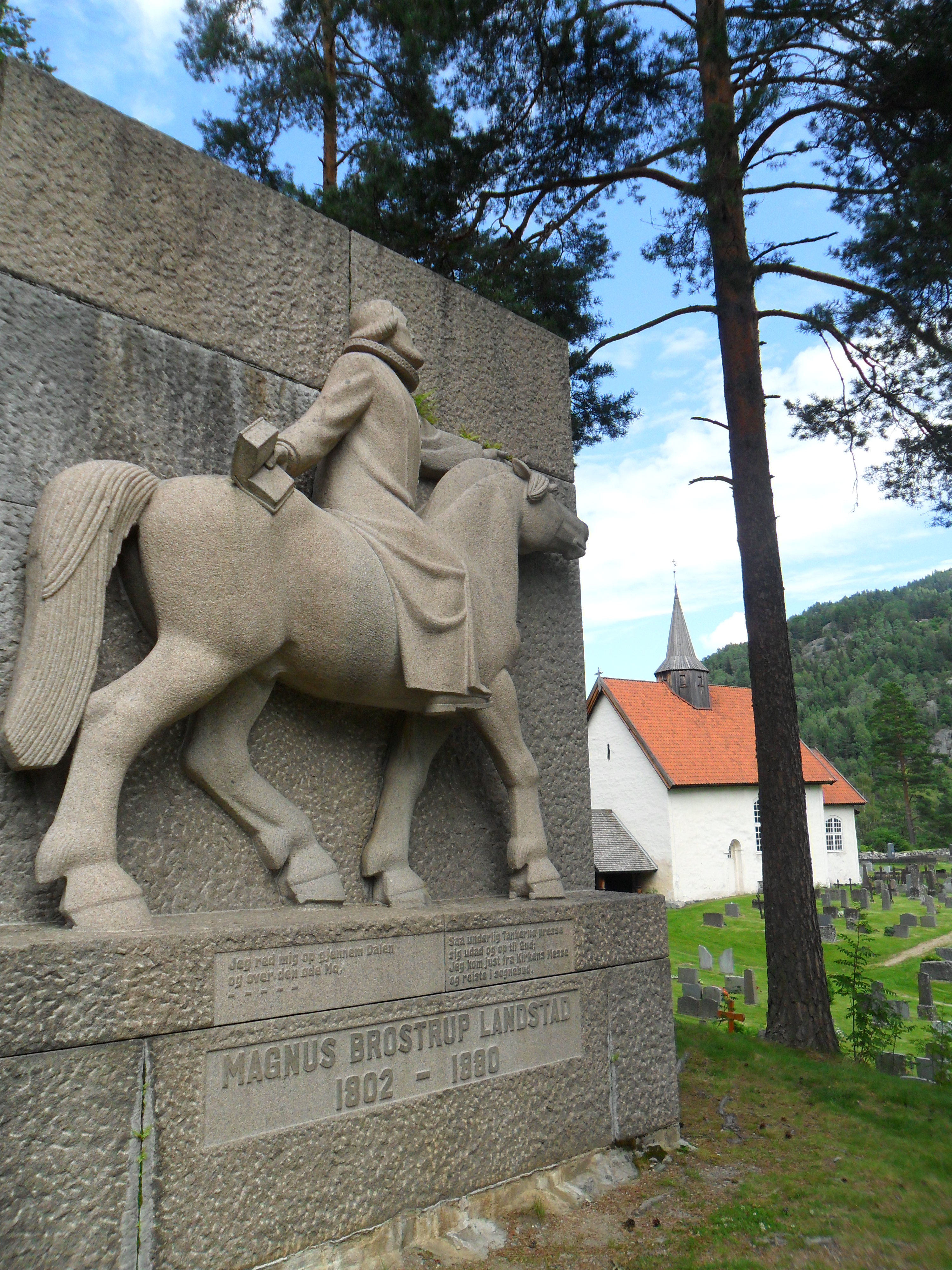
Památník kněze a básníka Magnuse Brostrupa Landstada u kostela Seljord kirke
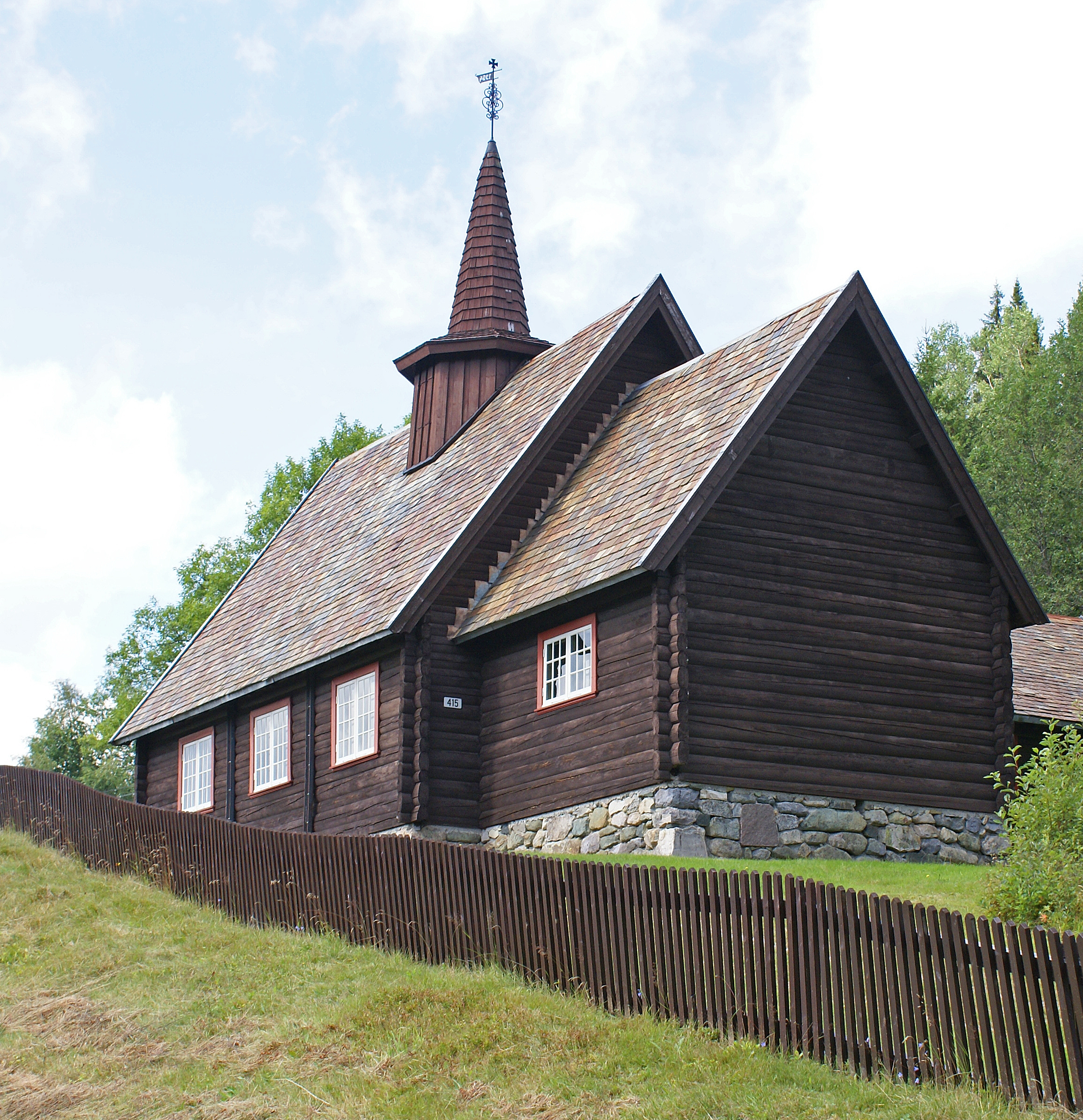
Kaple ve vesnici Manndal
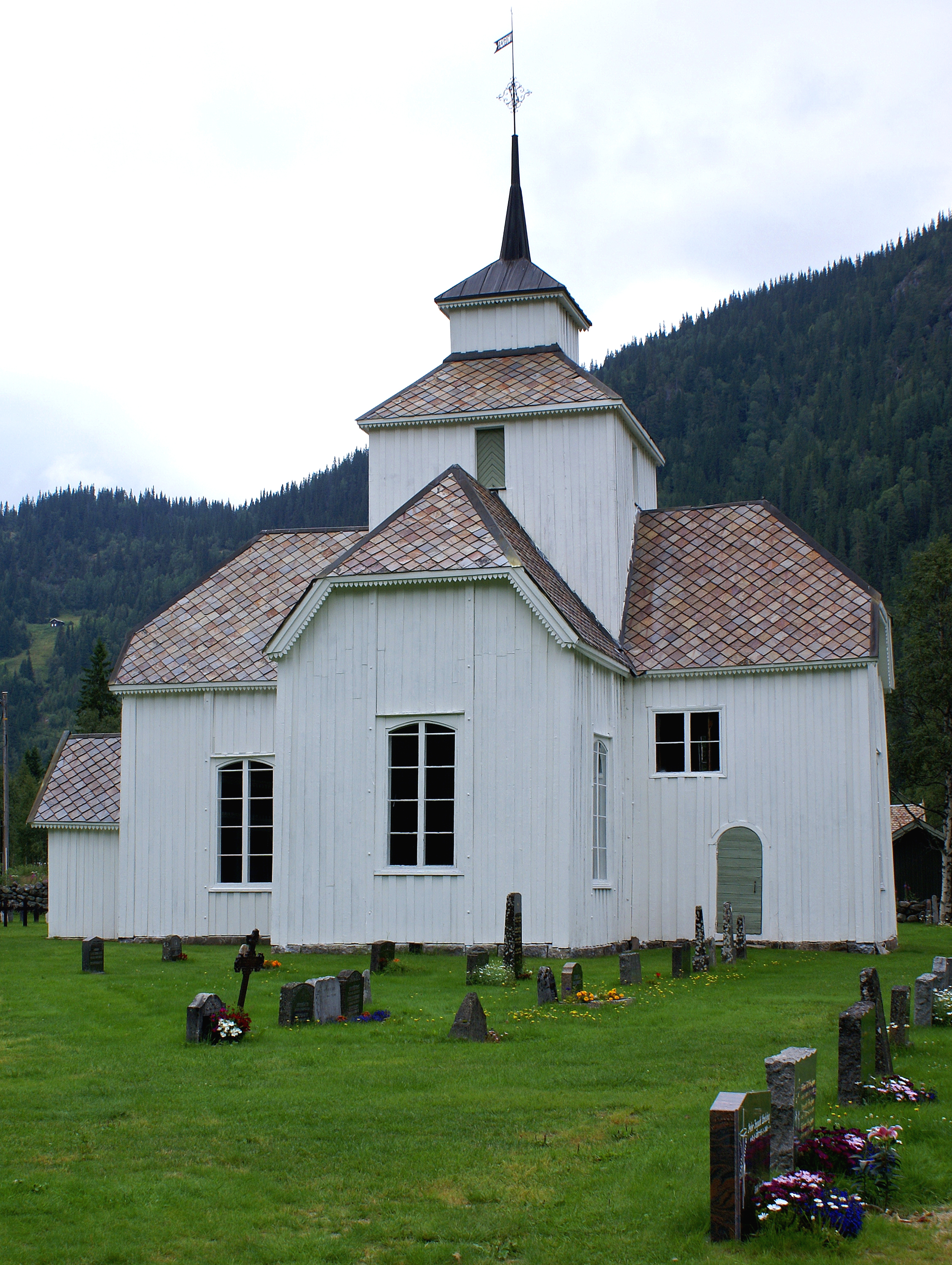
Kostel v Åmotsdal
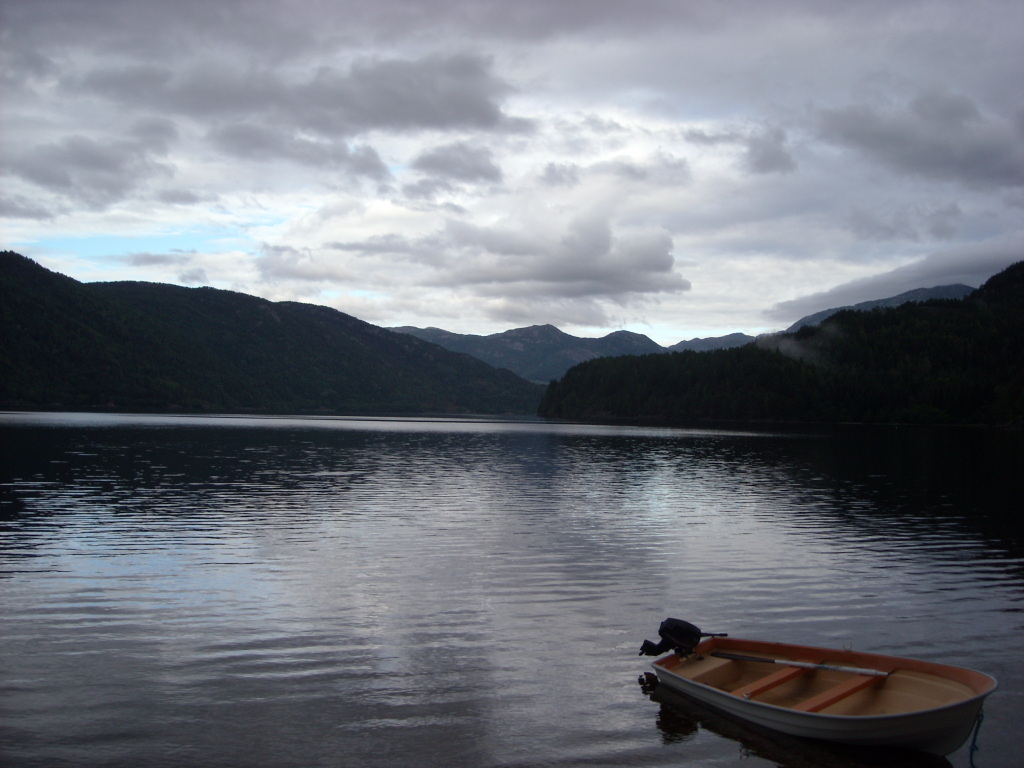
Jezero Seljordsvatnet